# Benacus griseus
Benacus griseus är en insektsart som först beskrevs av Thomas Say 1832.  Lethocerus griseus ingår i släktet Benacus och familjen Belostomatidae. Inga underarter finns listade i Catalogue of Life.